# Остров Забвения: Харука и волшебное зеркало
Остров Забвения: Харука и волшебное зеркало (яп. ホッタラケの島 〜遥と魔法の鏡〜 Хоттаракэ но Сима ~Харука то Махо: но Кагами~) — японский полнометражный мультфильм, созданный с помощью компьютерной графики. Режиссёр и постановщик фильма — Синсукэ Сато. Был номинирован на 33 Премию Японской академии за лучший анимационный фильм года. Аниме-фильм был лицензирован компанией Мистерия Звука.

## Сюжет
Ещё в детстве, Харука потеряла свою мать и теперь живёт вместе со своим отцом. Отец, чтобы одолеть боль потери, полностью погрузился в свою работу, а девочка выросла, решив, что никому вовсе не нужна. После смерти матери Харука забыла о её подарке — зеркале и потеряла его. Девушка вспомнила об одной местной легенде, по которой за небольшое подношения добрые духи могут вернуть твою вещь. И во время молитвы в местном храме перед носом девушки появляется таинственный лисёнок в маске. Харука от любопытства отправляется вместе с ним на остров Забвений, страну утраченных вещей и воспоминаний. Там она вместе с лисёнком снова видит свои воспоминания детства, взросления. Главная цель героини найти воспоминания, где она потеряла зеркало. В этом ей помогут её новые друзья.

## Список персонажей
Харука — шестнадцатилетняя девушка, в детстве она потеряла свою мать. Отправилась на остров потерянных воспоминаний, чтобы найти зеркало.
Сэйю: Харука Аясэ
Тэо — обитатель острова потерянных воспоминаний, он также собирает потерянные вещи в мире людей.
Сэйю: Миюки Савасиро
Коттон — плюшевый ягнёнок Харуки. Когда-то принадлежал ей.
Сэйю: Тамаки Мацумото
Барон — хозяин острова потерянных воспоминаний. С виду добродушный, но крайне амбициозный и властолюбивый. Мечтает украсть технологии людей, чтобы разрушить остров и построить свой, новый.
Сэйю: Иэмаса Каюми